# Boize
La Boize è un fiume tedesco di circa 30 km di lunghezza, che nasce nel territorio del comune di Seedorf, non lontano dal lago Schaal, in un bosco chiamato Birkenort, scorre nel Land dello Schleswig-Holstein e poi in quello del Meclemburgo-Pomerania Anteriore, dove sfocia nella Sude presso Boizenburg/Elbe.
Dopo la sorgente la Boize si dirige compiendo numerose curve verso sud finché per un tratto ad ovest di Gudow segna il confine fra Schleswig-Holstein e Meclemburgo-Pomerania Anteriore.

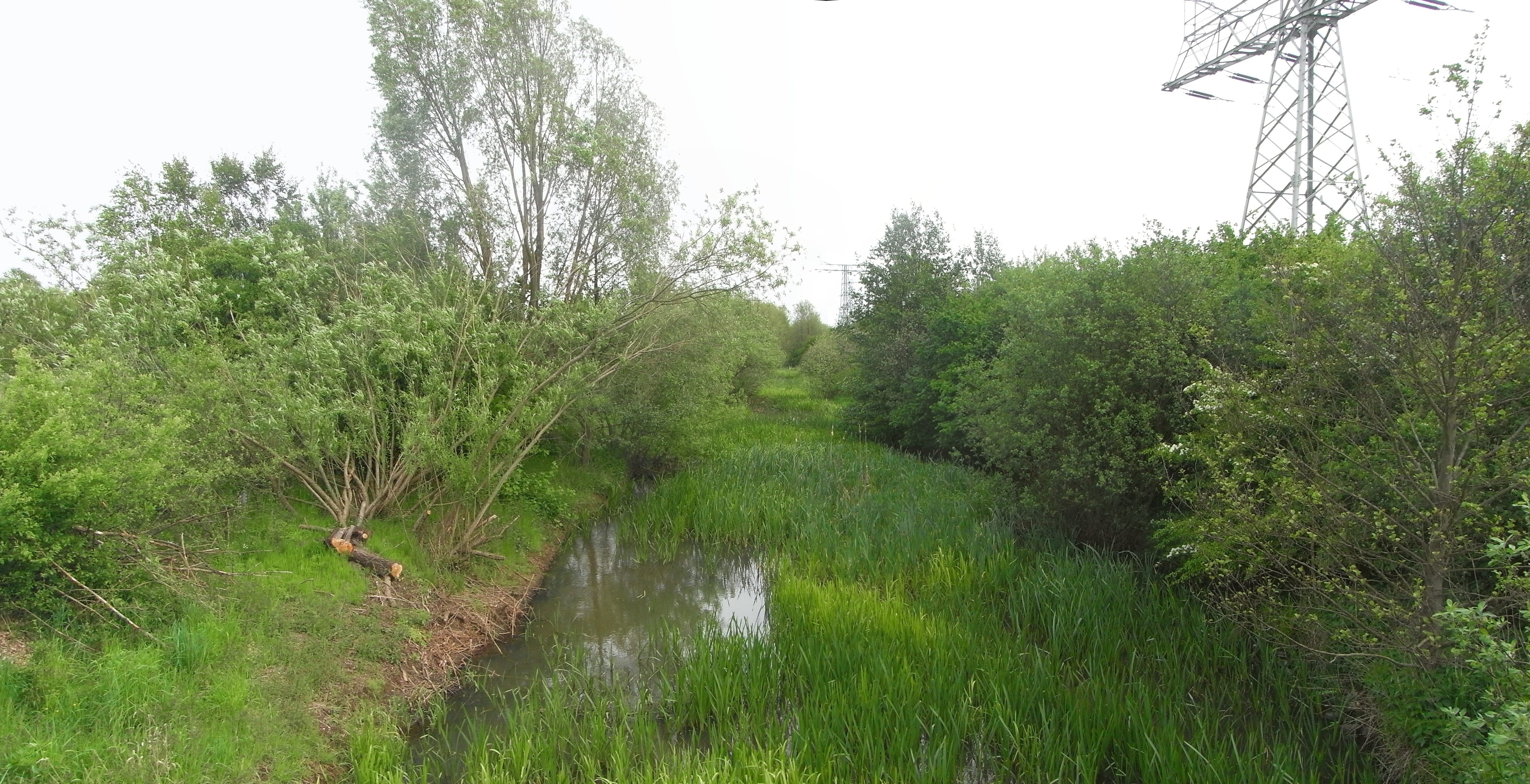
La Boize completamente ridotta a canneto a sud dell'autostrada A24 nella primavera del 2012.

Nel territorio meclemburghese il corso del fiume, ampiamente rettificato, viene scavalcato dall'autostrada 24 presso Lüttow-Valluhn, dopo di che scorre parallelo alla strada federale 195. A Boizenburg/ Elbe il fiume alimenta un sistema di canali a forma di anello intorno al centro storico della città, affiancati da bastioni. Gli ultimi metri del suo percorso hanno forma di un porto presso il quale si trova anche l'antico quartiere di Elbewerft Boizenburgs.
Qui, all'estremo nord del Parco Naturale Meclemburghese di Elbetal, la Boize si getta nella Sude, la quale poco dopo sfocia a sua volta nell'Elba.
L'estuario della Sude venne spostato verso il 1983 dalla località di Gothmann all'ingresso del porto di Boizenburg, cosicché la Boize divenne un affluente della Sude, mentre in precedenza essa sfociava direttamente nell'Elba.
La sorgente della Boize sta a sud dello spartiacque Mare del Nord/Mar Baltico, quindi mentre le acque oltre la Sude e l'Elba si riversano nel mare del Nord, quelle del lago di Ratzeburg si riversano, attraverso il fiume Wakenitz, nel mar Baltico.
Affluenti della Boize sono tra gli altri il Klein-Zecher, il Waldmoorbach, il Färbergraben e numerosi altri canali di drenaggio.
L'associazione Pro Boize è impegnata per un cauto trattamento dei corsi d'acqua, per il ripristino e ricostruzione delle briglie, per rendere possibile la ripresa della pesca e per migliorare la situazione ecologica delle acque.